# Независно удружење новинара Србије
Независно удружење новинара Србије (НУНС) је основано 26. марта 1994. године као ванстраначка, и професионална организација. Основали су га новинари који су били незадовољни радом Удружења новинара Србије. Иницијатори су били чланови Управног одбора Фонда солидарности, и представници тридесетак редакција широм Србије, који су махом били окупљени у синдикату "Независност".
Окупља више од 2.500 новинара од чега су око 1.000 активни чланови.
Чланица је Европске и Светске федерације новинара, оснивач мреже SafeJournalists и Коалиције за слободу медија.

## Медији
НУНС је оснивач и издавач подлистка ”Досије о медијима” који излази као додатак уз дневни лист Данас.
Основао је 2007. године Центар за истраживачко новинарство Србије (ЦИНС), сада самосталну фондацију.

## Председници НУНС-а
Овде је списак досадашњих председника НУНС-а:
- Драган Никитовић, (1994-1995)
- Гордана Логар, (1995-1997)
- Милош Васић, (1997-1999)
- Гордана Суша, (1999-2002)
- Милица Лучић-Чавић, (2002-2004)
- Небојша Бугариновић, (2004-2006)
- Надежда Гаће, (2006-2010)
- Ђорђе Влајић, (2010)
- Вукашин Обрадовић, (2010-2017)
- Славиша Лекић, (2017-2019)
- Жељко Бодрожић, (2019-)